# طاقة داخلية
في الديناميكا الحرارية وفي فيزياء الأجسام (بالإنجليزية: internal energy) تعد الطاقة الداخلية طاقة الحركة الناتجة عن حركة الجزيئات في المادة سواء كانت حركة انتقالية أو دورانية أو اهتزازية، وكذلك طاقة الوضع الناتجة عن الحركة الاهتزازية، والطاقة الكهربائية للذرات المكونة للجزيئات أو البلّورات. وتشمل الطاقة الداخلية أيضا على الطاقة المخزونة في الترابط الكيميائي، وطاقة الإلكترونات الحرة في الموصلات والمعادن.
كما يمكن حساب الطاقة الداخلية للإشعاع الكهرومغناطيسي الصادر من الجسم فهو طاقة خارجة من داخله، وكذلك إشعاع الجسم الأسود. الطاقة الداخلية لنظام هي دالة لنظام معين (مواد)معزول وله صفات معينة.

## وصفها وتعريفها
الطاقة الداخلية
U هي مجموع الطاقات
Ei الذاتية التي تخص نظام ترموديناميكي:
{\displaystyle U=\sum _{i}E_{i}\!}
وهي تقسم إلى جزئين أحدهما طاقة الوضع (Upot) وطاقة الحركة(Ukin):
{\displaystyle U=U_{pot}+U_{kin}\!}
وتظهر طاقة الحركة لنظام كمجموع حركات الجسيمات المكونة للنظام، سواء كانت حركة الذرات أو أنوية الذرات، أو حركة الجزيئات أو الإلكترونات. وطاقة الوضع تعين من جميع الطاقات المتعلقة بكتلة الجسيمات المكونة للنظام، وكذلك التركيب الكيميائي مثل الطاقة الكيميائية المخزونة في روابط الذرات وهي التي تستطيع أن تقوم بالتفاعلات الكيميائية، وكذلك طاقة الوضع النووية المختزنة في تشكيلات البروتونات والنيوترونات وجسيمات أولية أخرى تكمن في انوية الذرات. كذلك ينتمي إلى الطاقة الداخلية مجالات القوى داخل النظام، مثل مجال التأثير الكهربائي والمجال المغناطيسي، وكذلك طاقة الاعوجاج والتهشم في المواد الصلبة والإجهاد وقوي الشد الكامنة فيه.
ولا تحتوي الطاقة الداخلية على طاقة الحركة للنظام بأسره، فإذا كان النظام كرة بلياردو مثلا وكانت الكرة تتحرك فإن طاقة الحركة هذه تعتبر طاقة خارجية للكرة. والطاقة الداخلية لا تحوي أيضا أي من طاقة وضع أو طاقة حركة قد يمتلكها الجسم بسبب موقعه في مجال خارجي، مثل الجاذبية (السقوط من على جبل) أو مجال كهربائي استاتيكي أو مجال قوي كهرومغناطيسية تؤثر على النظام.
وعند دراسة الديناميكا الحرارية يندر أن نأخذ جميع الطاقات الذاتية لنظام مثل العينة التي نفحصها فلا نأخذ الطاقة المكافئة للكتلة. تلك الخاصية أتت بها النظرية النسبية ويجب تطبيقها في الفيزياء؛ أما بالنسبة للتفاعلات الكيميائية فتقوم بها الإلكترونات التي تحوم حول أنوية الذرات، ولا تتدخل الطاقة الكامنة في أنوية الذرات في تفاعل كيميائي. تفاعلات أنوية الذرات مع بعضها البعض تدخل في مجال الفيزياء وتتم تحت ظروف خاصة.
وعندما نقوم بدراسة نظام ترموديناميكي (ديناميكا حرارية) فمن الصعب حساب جميع أنواع الطاقات الداخلية.
ونقتصر على خواص النظام المعتمدة على حجم النظام، و كمية المادة به والضغط ودرجة الحرارة.

## الطاقة الداخلية عند الصفر المطلق
عند درجة حرارة أعلى من درجة الصفر المطلق تتفاعل في النظام طاقة الحركة وطاقة الوضع مع بعضها البعض ولكن مجموعهما يكون ثابتا في نظام مغلق معزول. وطبقا لنظرية الحركة الحرارية الكلاسيكية فكانت تعتبر أن النظام يفقد طاقة الحركة عند درجة الصفر المطلق وتبقى طاقة الوضع. ولكن ميكانيكا الكم بينت فيما بعد (عام 1923) أن النظام يكون له ما يسمى «طاقة نقطة الصفر» كطاقة حركة عند درجة الصفر المطلق. ويوجد نظام عند درجة الصفر المطلق في حالته القاعية للطاقة طبقا لميكينيكا الكم وهي أقل مستوى طاقة يمكن أن يتخذها النظام. ونقول أن عند درجة الصفر المطلق يصل النظام إلى أقل إنتروبيا له.
وطاقة حركة الجزيئات التي تشكل جزءا من الطاقة الداخلية لنظام ترموديناميكي (في غاز أو سائل أو مادة صلبة) هي التي تؤدي ظهور حرارته. وتبين الميكانيكا الإحصائية أن حركة الجزيئات العشوائية في النظام تشترك وتشكل متوسط طاقة الحركة لجميع الجزيئات المتكون منها النظام. كما تبين الميكانيكا الإحصاية أيضا أن متوسط طاقة الحركة للجسيمات هي التي تظهر الخواص المشاهدة للنظام كما نعهده من الخارج ومن ضمنها درجة حرارته. وتسمى تلك الطاقة عادة الطاقة الحرارية للنظام، وهي التي تجعلنا نفرق بين الجسم البارد والجسم الساخن.

## الميكانيكا الإحصائية
تدرس الميكانيكا الإحصائية نظاما عن أساس أن جزيئاته موزعة عشوائيا على عدد N من الحالات الصغرية microstates (حالات حركة انتقالية وحركة اهتزازية)، وكل منها ذو طاقة معينة Ei ، وكل حالة تكون مقترنة بدرجة من احتمال وجودها pi. وتكون الطاقة الداخلية هي متوسط قيم الطاقة الكلية للنظام، أي مجموع طاقات
الحالات الصغرية، وكل منها يتسم بمعامل يعبر عن احتمال وجود كل حالة صغرية في النظام ككل:
{\displaystyle U\equiv \langle E_{i}\rangle =\sum \limits _{i}\,p_{i}\cdot E_{i}},
حيث {\displaystyle \ p_{i}\cdot E_{i}} هو احتمال وجود حالة الطاقة ذات المقدار Ei في النظام، و i هو عدد الحالات.
تلك المعادلة هي التعبير الإحصائي ل القانون الأول للديناميكا الحرارية.

## الطاقة الداخلية في الديناميكا الحرارية
تعرف الطاقة الداخلية U لنظام في الديناميكا الحرارية بأنها إحدى خصائص النظام - والتغير في الطاقة الداخلية ΔU يساوي مجموع الحرارة Q التي يكتسبها النظام والشغل W الذي يؤديه النظام (يمكن تخيل أن لدينا غاز محصور في مكبس، فعندما نمده بحرارة من الخارج يتمدد الغاز فيه، ويدفع المكبس ويؤدي حركة (شغل)، أي ننتج طاقة حركة من طاقة حرارية).
{\displaystyle \mathrm {\ \Delta U=Q+W} }
تقول تلك المعادلة أن الطاقة الداخلية لنظام تزيد عند إمداده بحرارة أو عند زيادة الضغط عليه حيث أن الطاقة المسلطة عليه من الخارج تختزن فيه (إلى حين تسريبها وأداء شغل).
تهمنا الطاقة الداخلية لنظام في الترموديناميكا الحرارية لأنها تمكننا من حساب كفاءة عمل الآلات، مثل محرك الاحتراق الداخلي، آلة بخارية، محرك كهربائي، محرك نفاث، وغيرها.
وحدة الطاقة الداخلية مثل وحدات الطاقة جميعا وهي الجول، وقد تستعمل وحدات أخرى لأسباب تاريخية (مثل السعر الصغير (Calorie) والسـُعر الكبير (KiloCalorie) أو للتناسب مع الحالة تحت الدراسة؛ فمثلا يستعمل الفيزيائيون وحدة الإلكترون فولت (eV) أو (keV) أو (MeV) عند تعاملهم مع الذرة والجسيمات الأولية تحت الذرية، وهي وحدات طاقة أصغر كثير جدا من السعرة الحرارية.

## أنواع الطاقة الداخلية
الطاقة الداخلية هي مجموع الطاقات التي تحتويها جزيئات أي نظام، وهي ترجع إلى التركيب الجزيئي للمواد ودرجة نشاط تلك المادة. ويمكن اعتبارها مجموع الطاقة الحركية وطاقة الوضع للجزيئات، وتتكون من الأنواع الآتية من الطاقة:
| النوع            | مكونات الطاقة الداخلية |
| ---------------- | --- |
| طاقة ذرية جزيئية | جزء من الطاقة الداخلية ينشأ عن طاقة الحركة للجزيئات والذرات (للجزيئات: حركة انتقالية ودورانية واهتزازية، بالإضافة إلى الحركة الانتقالية للإلكترونات والعزم المغزلي spin للإلكترونات في الذرة، والعزم المغزلي النووي).                                                                      |
| طاقة كامنة       | جزء الطاقة الداخلية الناتجة عن حالة المادة مثل الحالة الصلبة والحالة السائلة، والحالة الغازية. |
| طاقة كيميائية    | جزء من الطاقة الداخلية متعلق الترابط الذري في الجزيئات. |
| طاقة نووية       | جزء كبير الطاقة الداخلية يأتي من الترابط الشديد بين مكونات النواة من بروتونات ونيوترونات |
| طاقة تأثير       | تلك الطاقة الغير مخزونة في النظام، مثل انتقال الحرارة، عمليات الاختلاط (مثل خلط كحول مع الماء)، والشغل، ولكنها تعتبر طاقة داخلية من وجهة الديناميكا الحرارية حيثما انطبقت عليها قوانين الديناميكا الحرارية، والتي تمثل بالنسبة لنظام ما اكتسابه للطاقة أو فقده لها بطريق تأثير أو تفاعلات. |

## تغير الطاقة الداخلية خلال عملية ترموديناميكية
يصف القانون الأول للديناميكا الحرارية تغير الطاقة الداخلية لنظام بأنها مجموع الحرارة الداخلة إلى النظام + وما يقوم به من شغل، مع اعتبار أن النظام مغلق (معزول):
{\displaystyle \qquad \mathrm {d} U=\delta Q+\delta W=TdS-pdV}
نكتب على اليمين في المعادلة
{\displaystyle \delta } بدلا من {\displaystyle \mathrm {d} } لأن كلا من Q و W عبارة عن دالة عملية وليسا دالة حالة كما هو الحال بالنسبة إلى الطاقة الداخلية U التي هي دالة حالة، وتتسم بخاصية التفاضل الكامل:
أي أن:
{\displaystyle \qquad \mathrm {\Delta } U=Q+W=\int {TdS}-\int {pdV}\,,}
وبافتراض عملية دورية مع وضع {\displaystyle \qquad \mathrm {\Delta } U=0} نحصل على:
{\displaystyle 0=Q_{1}-\left|Q_{2}\right|+W_{1}-\left|W_{2}\right|\,,}
مع مراعاة أن الطاقات المعلمة 1 هي طاقة تـُمد إلى النظام (موجبة الإشارة) والطاقات الخارجة 2 من النظام (المفقودة مع العادم) نعلمها بإشارة سالبة،(انظر أسفله «موازنة الطاقة في عملية دورية».)
وعندما يكون هناك تغير في كمية النظام يصبح لدينا تفاضل كامل:
{\displaystyle \qquad \mathrm {d} U=T\mathrm {d} S-p\mathrm {d} V+\mu \mathrm {d} N\,,}
حيث:
درجة الحرارة المطلقة T,
الإنتروبية S,
الضغط p ،
الكمون الكيميائي {\displaystyle \mu }.
أي تنطبق المعادلة:
{\displaystyle \oint \limits _{W}{\rm {d}}U=0}
على كل مسيرة مغلقة ل {\displaystyle W} ، بصرف النظر عن كيفية اختيار دوال الحالة
{\displaystyle \mathrm {d} S}و {\displaystyle \mathrm {d} V} و{\displaystyle \mathrm {d} N} ، وهم كما نعلم لهم خاصية التفاضل الكامل.
N كمية الجزيئات أو عدد الجزيئات،
V حجم النظام.
أخذنا في اعتبارنا حتى الآن وجود نوع واحد من المادة في النظام ({\displaystyle K=1}). فإذا كان النظام يحتوي على عدة مواد، فنستطيع صياغة المعادلة لتلك الحالة العامة على النحو التالي:
الطاقة الداخلية {\displaystyle U} والمتغيرات المتعلقة بها: الإنتروبيا {\displaystyle S}, والحجم {\displaystyle V} وعدد الجزيئات {\displaystyle N}, كلهم دوال للحالة. وتتغير الطاقة الداخلية تناسبيا مع تغير دالتي الحالة S و V. ونرمز لثابت التناسب بالحرف {\displaystyle \alpha }.
بالتعويض عن ذلك نحصل على:
{\displaystyle U(\alpha \cdot S,\alpha \cdot V,\alpha \cdot (N_{1},...,N_{K}))=\alpha \cdot U(S,V,N_{1},...,N_{K})}
حيث:
{\displaystyle N_{i}} ({\displaystyle {i=1,...,K}}): عدد الجزيئات من النوع {\displaystyle i}.
وتسمى تلك المعادلة «معادلة متجانسة من الدرجة الأولى».
وبتطبيق نظرية أويلر على القانون الأول للديكاميكا الحرارية نحصل على معادلة أويلر للطاقة الداخلية:
{\displaystyle U=TS-pV+{\sum _{i=1}^{K}}\,\mu _{i}N_{i}}
في الكيمياء في حالة غاز مثالي ينطبق التوزيع المتساوي للطاقة الداخلية على جميع درجات الحرية للجزيئات ونصيب كل منها يبلغ
{\displaystyle {\frac {1}{2}}\ k_{B}T}.
وبافتراض أن النظام عبارة عن غاز مثالي له 3 درجات حرية ويحتوي على العدد {\displaystyle N} من الجزيئات، نحصل على:
{\displaystyle U={\frac {3}{2}}\ Nk_{B}T}
أو باعتبار {\displaystyle n} عدد مولات الغاز المثالي في النظام
{\displaystyle U={\frac {3}{2}}\ nRT}
حيث:
{\displaystyle k_{B}} ثابت بولتزمان،
{\displaystyle R} ثابت الغاز المثالي
اصطلاحات:
إذا اكتسب النظام حرارة من الخارج تكون {\displaystyle Q} موجبة الإشارة،
إذا أدى النظام شغل {\displaystyle W} تكون {\displaystyle W} أيضا موجبة الإشارة،
ينتج من ذلك أن الطاقة الداخلية {\displaystyle U} تزداد
كلما زادت {\displaystyle Q} أو {\displaystyle W} أو زادت كلتاهما. وبالعكس، تقل الطاقة الداخلية بانخفاض [كمية حرارة] النظام أو بتقليل الشغل.

## توازن الطاقة في العملية الدورية

تطبيق القانون الأول للديناميكا الحرارية على عملية دورية. يمكن اعتبار العملية الدورية كنظام
غير متجانس ومغلق ، حيث تخرج من حدوده حرارة وشغل. وعلى سبيل المثال قد يكون هنا عملية توربين غازي وناقلات للحرارة

كما هو مبين في الشكل، يـُمد وسيط العمل بالحرارة من أعلى (أحمر)، وينتج عنه تشغيل التوربين وأداء شغل وكذلك باقي حرارة (أسفل بالأزرق)، ثم يعود وسط العمل للتسخين من ثانيا وبذلك تبدأ العملية من جديد.
ونظرا لعودة وسيط العمل (الغاز أو البخار) خلال العملية الدورية إلى وضعها الأول فهذا يسهل لنا حساب موازنة الطاقة لعدم حدوث تغيرات في دوال الحالة للنظام، وتبقى فقط دالتي الحرارة والشغل.
وكما سوف نعرفه من القانون الثاني للديناميكا الحرارية لا يمكن تحويل كل الحرارة التي يستمدها النظام إلى شغل بأكملها، وإنما تـُفقد جزء من الحرارة الداخلة وتخرج مع العادم.
أي أن معادلة موازنة الطاقة يمن كتابتها كالآتي:
{\displaystyle W_{\mathrm {Kr} }=-\oint \delta Q}
حيث W الشغل و{\displaystyle \delta Q} الفرق بين حرارة الإمداد وحرارة العادم.
ويشمل التكامل الدائري هنا مجموع كميات الحرارة المتدفقة. ويرمز للحرارة التي تدخل النظام بإشارة موجبة، ويرمز للحرارة الخارجة بإشارة سالبة. وتشكل {\displaystyle W_{\mathrm {Kr} }} كمية «الشغل» التي أداها النظام خلال الدورة. وهو يكون سالب الإشارة عندما ينتج خلال الدورة.
{\displaystyle W_{\mathrm {Kr} }=Q_{\mathrm {zu} }-\left|Q_{\mathrm {ab} }\right|},
وتسمى تلك المعادلة أحيانا معادلة التحول الحراري.
وفيها نرى بوضوح كمية الحرارة الداخلة {\displaystyle {Q_{\mathrm {zu} }}}
إلى النظام والحرارة الخارجة {\displaystyle {Q_{\mathrm {ab} }}}.
بذلك يمكن حساب كفاءة دورة حرارية لآلة:
{\displaystyle \eta _{\mathrm {th} }={\frac {{Q_{\mathrm {zu} }}-\left|Q_{\mathrm {ab} }\right|}{Q_{\mathrm {zu} }}}}
وهي تبين لنا مدى كفاءة شغل العملية الدورية الناتجة بالمقارنة بكمية الحرارة التي نزود بها النظام، (ونزودها إلى النظام باستخدام وقود ندفع ثمنه). اما الحرارة التي يفقدها النظام {\displaystyle {Q_{\mathrm {ab} }}} فهو يعطيها إلى الوسط المحيط (الهواء مثلا) كعادم.